# مایع یونی

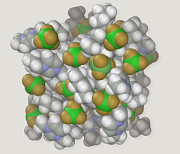
ساختار پیشنهادی مایع یونی مبتنی بر ایمیدازولیوم.

مایع یونی (IL) نمکی در حالت مایع است. در بعضی از زمینه‌ها، این اصطلاح به نمکی محدود شده‌است که نقطه ذوب آن زیر دمای دلخواه مانند ۱۰۰ درجه سلسیوس (۲۱۲ درجه فارنهایت) است. در حالی که مایعات معمولی مانند آب و بنزین عمدتاً از مولکول‌های خنثی الکتریکی ساخته می‌شوند، مایعات یونی عمدتاً از یون‌ها و جفت یون‌های القایی ساخته می‌شوند. به این مواد الکترولیت مایع، ذوب یونی، مایعات یونی، نمک‌های ذوب شده، نمک‌های مایع یا شیشه‌های یونی گفته می‌شود.
مایعات یونی کاربردهای بالقوه بسیاری دارند. آنها حلال‌های قدرتمندی هستند و می‌توانند به عنوان الکترولیت استفاده شوند. نمکی که در دمای نزدیک به محیط مایع هستند برای کاربردهای باتری الکتریکی مهم‌اند و به دلیل فشار بخار بسیار پایین به عنوان درزگیر در نظر گرفته شده‌اند.

## تاریخ
تاریخ کشف مایع یونی، به همراه هویت کاشف آن مورد مناقشه است. نیترات اتانول‌آمین (mp 52–55 ° C) در سال ۱۸۸۸ توسط S. Gabriel و J. Weiner گزارش شده‌است. یکی از اولین مایعات یونی واقعاً در دمای اتاق اتیل‌آمونیوم نیترات است که در سال ۱۹۱۴ توسط پل والدن گزارش شده‌است. در دهه ۱۹۷۰ و ۱۹۸۰، مایعات یونی بر اساس کاتیون‌های ایمیدازولیوم و پیریدینیوم جایگزین شده با آلکیل، با آنیون‌های هالید یا تترا هالوژنوآلومینات، به عنوان الکترولیت بالقوه در باتری‌ها تولید شدند.

## ساختار
مایعات یونی ترکیباتی متشکل از یک کاتیون حجیم و غیرمتقارن و یک آنیون می باشند که به گونه ای نامنظم و غیرفشرده در کنار یکدیگر قرار گرفته اند.

## مزایای و ویژگی‌ها
فشار بخارپایین، پنجره الکتروشیمیایی پایدار و گسترده، دمای ذوب پایین، اشتعال ناپذیری، سازگار با طبیعت.

## کاربردها
- سنتز آلی
- جداسازی فلزات سنگین از آب
- داروسازی
- فرآوری سلولز
- پردازش مجدد سوخت هسته ای
- انرژی حرارتی خورشیدی
- بازیافت زباله
- باتری
- عامل پراکندگی
- جذب کربن
- تریبولوژی
- ابرخازن ها